# Robert Buigues
Robert Buigues est un footballeur et entraîneur français, né le 9 mai 1950 à Guyotville (actuellement Aïn Benian en Algérie).

## Biographie

### Enfance et formation
Né en Algérie française, il quitte Guyotville avec ses parents en 1964, pour s'installer en région parisienne. Il signe une licence à Aulnay-sous-Bois à quatorze ans.

### Carrière de joueur
Milieu de terrain défensif travailleur et courageux, Robert Buigues commence sa carrière au Racing Paris-Joinville en 1970, sous contrat stagiaire. Il joue ensuite à l'Olympique de Marseille dans les années 1970. Vice-Champion de France en 1975, il joue et gagne la finale de Coupe de France en 1976, contre l'OL, 2 à 0.
Après un passage à Bordeaux où il est capitaine, il fait son retour à l'OM en 1978 et connaît une relégation en D2 puis un licenciement. Il passe une saison à Orléans avec son ancien coéquipier Jacky Lemée, avant de retrouver la première division en 1982 au Stade lavallois, entraîné par Michel Le Milinaire. Il accepte spontanément la proposition des dirigeants lavallois alors qu'il s'apprêtait à signer un contrat d'entraîneur-joueur à Aix-en-Provence en D3. Il participe à l'épopée européenne de son équipe en 1983 en Coupe de l'UEFA lors de la double confrontation avec la grande équipe du Dynamo de Kiev de Blokhine et Zavarov. Le match aller en URSS se solde par un flatteur score de 0-0, avant que les courageux lavallois ne sortent vainqueurs du match retour grâce à José Souto inscrivant l'unique but de la partie dans un stade Francis-Le-Basser archi-comble pour l'occasion.
D'octobre 1982 à mai 2019 il est membre du Variétés Club de France, avec lequel il totalise 43 buts.

### Carrière d'entraîneur
Titulaire du diplôme d'entraîneur deuxième degré dès le début des années 1980, il devient entraîneur à l'issue de sa carrière.
Il encadre en 2005 le stage de l'UNFP destiné aux joueurs et entraîneurs sans contrat. En 2006-2007 il participe à « Dix mois vers l'emploi », programme développé par l'UNECATEF à destination des entraîneurs sans club.

## Palmarès de joueur
- Vice-champion de France en 1975 avec l'Olympique de Marseille
- Vainqueur de la Coupe de France en 1976 avec l'Olympique de Marseille
- Finaliste de la Coupe de France en 1972 avec le SEC Bastia

## Palmarès d'entraîneur
- Vainqueur du Championnat de France D3 groupe Centre Ouest en 1992 avec les Chamois niortais FC